# Gajnice
Gajnice su zagrebačko gradsko naselje (kvart) na zapadnom dijelu grada. Najgušće je naseljeni kvart gradske četvrti Podsused – Vrapče.

## Povijest
Prvo naselje izgrađeno je nakon gradnje tvornice Jedinstvo, četrdesetih godina dvadesetog stoljeća. Naselje je trebalo udomiti 5000 stanovnika, no izgrađeno je samo djelomično, tek petina: 8 jednokatnih i 3 dvokatne stambene zgrade. Uz to izgrađeni su i objekti javne namjene: hotel za samce, internat za učenike industrijske škole, trgovine, dom kulture i kuglana. Naselje je projektirala grupa uglednih arhitekata Arhitektonskog projektnog zavoda: Slavko Löwy, Stjepan Gomboš, Ivo Bartolić, Lavoslav Horvat i Milan Tomičić. Veći dio Gajnica izgrađen je sedamdesetih i osamdesetih godina prošloga stoljeća kao novo stambeno naselje što je naglo povećalo broj stanovnika današnje zagrebačke četvrti Podsused – Vrapče. Prema popisu stanovništva iz 2011., naselje ima 9854 stanovnika. Poštanski broj kvarta je 10090.

## Ime
Područje Gajnica u početku se zvalo Naselje tvornice Jedinstvo. Ime Gajnice umanjenica je riječi gaj koja znači šumica ili šumarak. Dakle ime Gajnice doslovno znači mala šumica ili mali šumarak.

## Vanjske poveznice
- HRT: 'Upoznaj kvart da bi ga više volio'  Arhivirana inačica izvorne stranice od 27. svibnja 2018. (Wayback Machine)